# Иншаково (Московская область)
Иншаково — деревня в муниципальном округе Егорьевск Московской области России.

## География

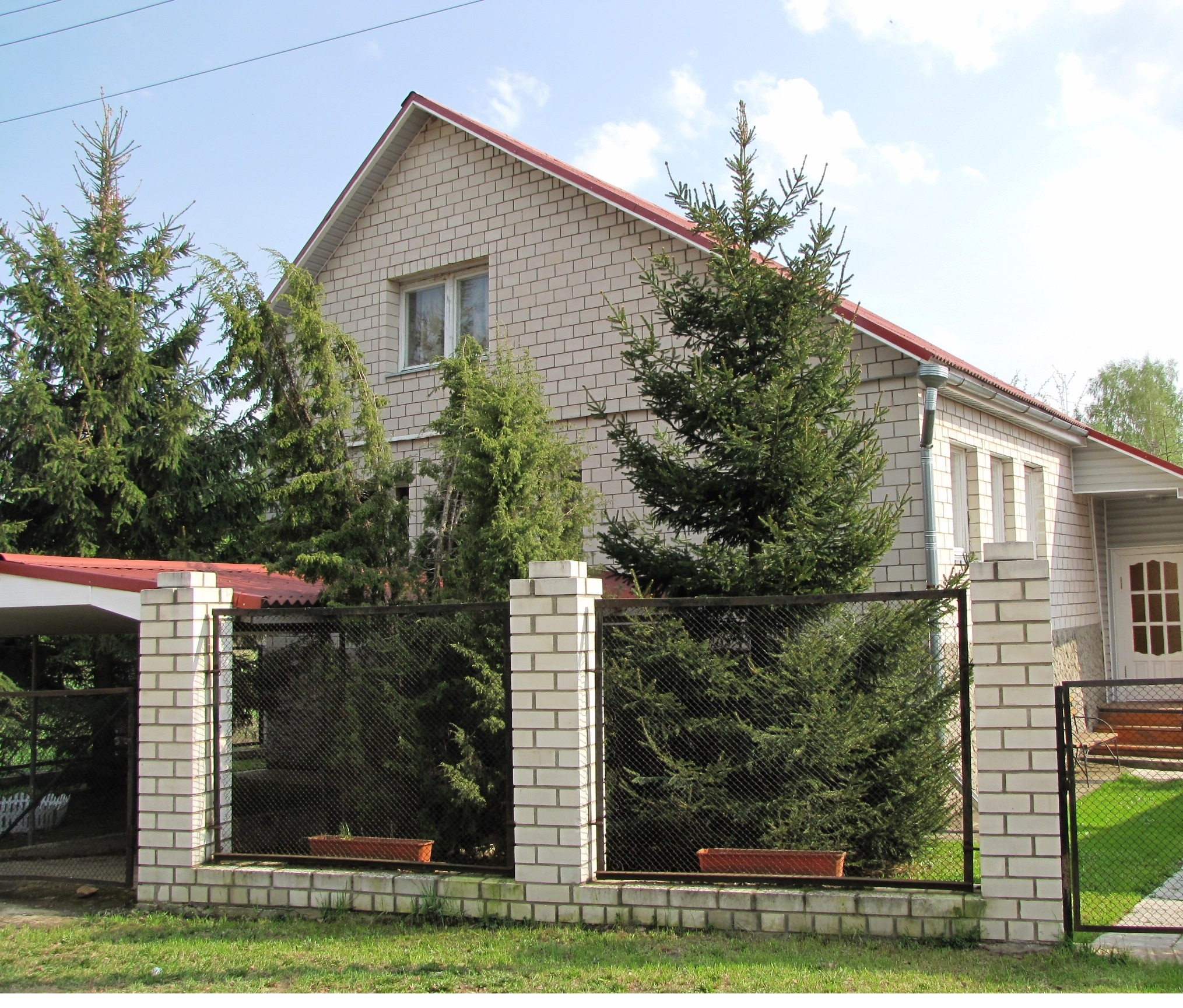

Деревня Иншаково расположена в восточной части муниципального округа Егорьевск. По автомобильной дороге расстояние до районного центра города Егорьевск составляет около 25 километров. В 1 километре к северу от деревни протекает река Цна. Высота над уровнем моря 124 метров.

## Название
В письменных источниках деревня упоминается как Онопино, Иншаковская тож (1577 год), с 1678 года — Иншакова. В списке 1867 года («Общий алфавит наименованиям селений, находящихся под запрещением с 1829 по 1865 гг.»/СПб, тип. Пр. Сената, 1867 г.): Иншаково сельцо, (Анопино тож).

## История
В XVII веке деревня входила в Мещёрскую волость древнего Коломенского уезда. Наряду с Мещёрским погостом это одно из старейших поселений этой местности. С 1876 года — в составе Егорьевского уезда Рязанского наместничества, с 1896 — в Зарайском уезде Рязанской губернии, с 1802 года — в Егорьевском уезде.
Деревня характеризуется множественностью владельцев Уже по данным второй ревизии 1748 года, в Иншакове стало две вотчины: 26 душ у генерала П. И. Бутурлина и 2 души за секретарём А. Ф. Чистовым.
По Экономическим примечаниям к планам Генерального межевания земель 1770 года в сельце Иншаково два дома господских с плодовым садом и 20 крестьянских дворов.
По данным X ревизии (1858 год) помещиками здесь были:
— Житов Михаил Павлович, губернский секретарь
— Щёголев Николай Арсеньевич, майор
— Щёголев Александр Арсеньевич, поручик
— Щёголев Павел Арсеньевич, коллежский асессор
— Вышеславцева Мария Николаевна, коллежская секретарша
На момент отмены крепостного права деревня принадлежала помещикам Житову, Вейденюмер (Вейдегамер -?!?), Протопоповой, Павлу, Александру и Николаю Щеголевым. При этом Протопоповой (Любовь Арсеньевна, урождённая Щёголева) принадлежало около трети деревни, ещё треть братьям Щёголоевым, и оставшаяся треть двум другим помещикам.
После 1861 года деревня вошла в состав Двоенской волости Егорьевского уезда. Приходская церковь находилась в селе Заовражье (Мещёрка).
По данным обследования крестьянских хозяйств 1870 года в деревне было 145 ревизских душ, трудоспособных 79 мужчин и 81 женщина, у крестьян было 453 десятины земли и 62 лошади.
По данным экономического справочника 1885 года подавляющее большинство крестьян деревни (102 человека) были портными. «Шитьем русского платья для продажи и на заказ занимаются около 300 человек (в том числе 275 м.) в волостях Двоенской (д. Иншаково, д. Астанино, с. Завражье), Парыкинской, Починковской (с. Починки), Бережковской, Дерсковской (д. Югино) и др.»- Иншаково в списке указана первой. Других промыслов для этой деревни не указано. В деревне было тогда 38 дворов (в 1850 г. 34 двора) и 1 чайная лавка. Количество лошадей уменьшилось до 59.
По сведениям книги «Населённые места Рязанской губернии» в 1906 году здесь было 95 хозяйств, 671 житель, 2 бакалейных и 1 чайная лавки, жители занимались портняжным делом.
В 1946—1960 годы действовала Иншаковская швейная фабрика.
В 1926 году деревня входила в Астанинский сельсовет Двоенской волости Егорьевского уезда.
В 1926—1951 годах — центр Иншаковского сельсовета.
До 1994 года Иншаково входило в состав Подрядниковского сельсовета Егорьевского района, а в 1994—2006 годы — Подрядниковского сельского округа.
До 2015 года входила в состав сельского поселения Юрцовское.
В 2015 году вошла в состав городского округа Егорьевск, образованного в том же году путем упразднения Егорьевского района и объединения всех его поселений в единый городской округ.

## Демография
В 1885 году в деревне проживало 424 человека (154 мужчины, 217 женщин, 69 домохозяйств), в 1905 году — 671 человек (326 мужчин, 345 женщин), в 1926 году — 571 человек (249 мужчин, 322 женщины,109 хозяйств). По переписи 2002 года — 56 человек (17 мужчин, 39 женщин). Население — 90 человек (2010).
| 1859 | 1868 | 1885 | 1905 | 1926 | 2002 | 2006 |
| ---- | ---- | ---- | ---- | ---- | ---- | ---- |
| 335  | ↗341 | ↗424 | ↗671 | ↘571 | ↘56  | ↗60  |
| 2010 |      |      |      |      |      |      |
| ↗90  |      |      |      |      |      |      |